# سفارة كولومبيا في بولندا
سفارة كولومبيا في بولندا هي أرفع تمثيل دبلوماسي لدولة كولومبيا لدى بولندا. تقع السفارة في وهي تهدف لتعزيز المصالح الكولومبية في بولندا.

## وصلات خارجية
- الموقع الرسمي
- قائمة سفارات كولومبيا
- قائمة السفارات في بولندا